# Rasopatía
Las rasopatías son un grupo de enfermedades de origen genético que se caracterizan por presentar una mutación que afecta a los genes que codifican las proteínas Ras. Las proteínas de la familia Ras desempeñan un importante papel en la proliferación y diferenciación de las células, así como en la supervivencia y muerte celular.
Entre las entidades que se incluyen en este grupo, se encuentran la neurofibromatosis tipo I, el síndrome de Noonan, el síndrome de Legius, síndrome LEOPARD, el síndrome de Costello, síndrome cardiofaciocutáneo y el síndrome linfoproliferativo autoinmune. La mayoría de estos síndromes comparten una serie de manifestaciones que incluyen la existencia de retraso mental con dificultades de aprendizaje, trastornos del corazón, alteraciones en la forma de la cara - dismorfia facial -, alteraciones de la piel como manchas de color café con leche y en algunos casos predisposición a la aparición de tumores malignos.